# Convoy (Ohio)
Convoy es una villa ubicada en el condado de Van Wert en el estado estadounidense de Ohio. En el Censo de 2010 tenía una población de 1085 habitantes y una densidad poblacional de 745,41 personas por km².

## Geografía
Convoy se encuentra ubicada en las coordenadas 40°55′2″N 84°42′21″O / 40.91722, -84.70583. Según la Oficina del Censo de los Estados Unidos, Convoy tiene una superficie total de 1.46 km², de la cual 1.45 km² corresponden a tierra firme y (0.18%) 0 km² es agua.

## Demografía
Según el censo de 2010, había 1085 personas residiendo en Convoy. La densidad de población era de 745,41 hab./km². De los 1085 habitantes, Convoy estaba compuesto por el 97.24% blancos, el 0.37% eran afroamericanos, el 0.18% eran amerindios, el 0.09% eran asiáticos, el 0% eran isleños del Pacífico, el 0.83% eran de otras razas y el 1.29% pertenecían a dos o más razas. Del total de la población el 2.58% eran hispanos o latinos de cualquier raza.